# Amplificateur (biologie)
Pour les articles homonymes, voir Amplificateur.
Un amplificateur (en anglais enhancer) est une région d'ADN (séquence régulatrice) qui peut fixer des protéines pour stimuler la transcription d'un gène. Un gène peut posséder plusieurs amplificateurs qui sont généralement situés assez loin du gène (jusqu'à 100 000 nucléotides).
Le gène et l'amplificateur peuvent aussi ne pas être forcément proches l'un de l'autre et même être sur deux chromosomes différents. Cependant le repliement de l'ADN dans le noyau leur permet une proximité physique.
L'amplificateur est donc un ensemble de plusieurs éléments de contrôles distaux (distaux du fait qu'ils sont éloignés du gène auquel ils sont affectés) : ces éléments sont de courtes séquences de nucléotides sur lesquelles se fixent des protéines nommées facteurs de transcription.
Il en existe deux types :
- les activateurs augmentent l'expression génétique,

- les répresseurs, aussi appelés insulateurs diminuent l'expression génétique.

Des facteurs de transcription spécifiques se lient à certaines protéines médiatrices et à certains facteurs de transcription généraux. Ces protéines et facteurs forment le complexe d'initiation de transcription et aident l’amorçage de l'ARN polymérase II sur le promoteur.
Cette fixation est possible grâce à une protéine qui provoque la courbure de l'ADN et donc le rapprochement des zones correspondantes.
Les activateurs et répresseurs n'influencent pas seulement la transcription mais aussi la structure de la chromatine. En recrutant des protéines qui acétylent les histones près des promoteurs du gène spécifique pour les activateurs ou à l'inverse des protéines qui désacétylent (voir acétylation) les histones. Dans le premier cas cela permet de faciliter la transcription, et dans le deuxième cas cela provoque une diminution de la transcription ("silencing").
Les amplificateurs actifs au sein d'une cellule sont entièrement dépendants du type cellulaire. Ainsi lors du processus de différenciation cellulaire, les amplificateurs actifs changent radicalement en corrélation avec des modifications majeurs du programme d'expression des gènes.